# Lista de regiões hidrográficas do Brasil

Mapa da Divisão Hidrográfica Nacional.

As regiões hidrográficas do Brasil são as divisões hidrográficas do país definidas segundo o Conselho Nacional de Recursos Hídricos (CNRH). Até 2003, dividia-se o território brasileiro em sete regiões hidrográficas, mas com a Resolução n.º 32, de 15 de outubro daquele ano, foi instituída a Divisão Hidrográfica Nacional, pela qual o Brasil passou a ser dividido em doze regiões.
Diferentemente das bacias hidrográficas, que podem ultrapassar as fronteiras nacionais, as regiões hidrográficas, como são estabelecidas por legislação nacional, estão restritas ao espaço territorial das 27 unidades federativas brasileiras. Para além das cinco regiões determinadas pelo Instituto Brasileiro de Geografia e Estatística (IBGE) e das três regiões geoeconômicas, elas são mais uma maneira de gerenciamento e planejamento do Brasil só que, nesse caso, com foco nos recursos hídricos e baseando-se nas bacias hidrográficas.
O Brasil é dotado de uma vasta e densa rede hidrográfica, sendo que vários de seus rios destacam-se pela extensão, largura e profundidade. Em decorrência da natureza do relevo, destacam-se os rios de planalto que apresentam em seu leito rupturas de declive e vales, entre outros aspectos, que lhes conferem um grande potencial para a geração de energia elétrica. Quanto à navegabilidade, esses rios, dado o seu perfil irregular, ficam um tanto prejudicados. Assim, faz-se necessária uma política de gestão hídrica nacional.
A maior das regiões é a Amazônica; com 3 800 000 quilômetros quadrados e distribuída por sete estados brasileiros, ela contém a maior bacia hidrográfica do mundo (a do rio Amazonas) e o maior rio do mundo (o rio Amazonas, que possui 6 992 quilômetros de extensão, superando o rio Nilo, que tem 6 852 quilômetros). Cinco das regiões são formadas por bacias secundárias ou costeiras, ou seja, agrupamento de (pequenas) bacias de drenagem sem um rio principal para estabelecer conexão entre os cursos d'água; são elas: Atlântico Sul, Atlântico Sudeste, Atlântico Leste, Atlântico Nordeste Oriental e Atlântico Nordeste Ocidental. Por outro lado, as regiões do Paraguai, Uruguai e Paraná integram uma mesma bacia, a bacia do rio da Prata.

## Lista
| Mapa                                                | Região hidrográfica          | Unidades federativas (siglas) | Área total (% do Brasil) | Bacias principais                                                                   | Principais rios | Foz | Imagem |
| --------------------------------------------------- | ---------------------------- | ----------------------------- | ------------------------ | ----------------------------------------------------------------------------------- | --- | --- | --- |
| Região hidrográfica Amazônica                       | Amazônica                    | AC, AM, RR, RO, MT, PA e AP.  | 3 800 000 km² (44.63%)   | Bacias do rio Amazonas e costeiras da Ilha de Marajó e do Amapá.                    | Rio Principal: Rio Solimões/Amazonas Afluentes principais: Negro e Purus. | Delta do Amazonas                                                                                                | O "Encontro das Águas", a confluência do rio Negro com o rio Solimões, em Manaus, Amazonas.                                        |
| Região hidrográfica do Tocantins-Araguaia           | Tocantins-Araguaia           | GO, MT, TO, MA, PA e DF.      | 967 059 km² (11.36%)     | Bacia do rio Tocantins.                                                             | Rio Principal: Rio Tocantins Afluentes Principais: Rio Araguaia, Itacaiunas, Vermelho e Crixá-Açú. | Baía do Marajó                                                                                                   | Rio Tocantins em Palmas, Tocantins.                                                                                                |
| Região hidrográfica do Atlântico Nordeste Ocidental | Atlântico Nordeste Ocidental | MA e PA.                      | 254 100 km² (2.98%)      | Bacias costeiras das baías de São José e São Marcos                                 | Rios Principais: Gurupi Turiaçu Pericumã Mearim Os quatros rios (e outros da região) não tem ligação uns com os outros e desembocam no mar.                                                                                      | Oceano Atlântico (Gurupi) Baía de Turiaçu (Turiaçu) Baía de Cumã (Pericumã) Baía de São Marcos (Mearim)          | O rio Mearim no povoado Santa Cantídia Pedreiras, Maranhão.                                                                        |
| Região hidrográfica do Parnaíba                     | Parnaíba                     | PI, MA e CE.                  | 344 112 km² (4.04%)      | Bacia do rio Parnaíba.                                                              | Rio Principal: Parnaíba Afluentes principais: Balsas, Gurgueia e Uruçuí-Preto. | Delta do Parnaíba                                                                                                | O rio Parnaíba em Nazária, Piauí.                                                                                                  |
| Região hidrográfica do Atlântico Nordeste Oriental  | Atlântico Nordeste Oriental  | CE, RN, PB, PE e AL.          | 287 348 km² (3.37%)      | Bacias costeiras do Jaguaribe, Piranhas-Açu, Taperoá–Paraíba e Beberibe–Capibaribe. | Rios Principais: Jaguaribe Piranhas-Açu Paraíba Capibaribe Os quatro rios (e outros da região) não tem ligação uns com os outros e desembocam no mar. Afluentes Principais: Salgado, Banabuiú e Cariús (afluentes do Jaguaribi). | Oceano Atlântico, em quatro fozes diferentes ao longo da costa.                                                  | O rio Jaguaribe em Aracati, Ceará.                                                                                                 |
| Região hidrográfica do São Francisco                | São Francisco                | SE, AL, PE, BA, GO, MG e DF.  | 640 000 km² (7.52%)      | Bacia do rio São Francisco.                                                         | Rio Principal: São Francisco Afluentes principais: das Velhas, Abaeté e Carinhanha. | Oceano Atlântico, entre a divisa de Alagoas e Sergipe                                                            | O rio Carinhanha. |
| Região hidrográfica do Atlântico Leste              | Atlântico Leste              | SE, BA, MG e ES.              | 374 677 km² (4.4%)       | Bacia dos rios de Contas, Jequitinhonha, Mucuri, Paraguaçu, São Mateus.             | De Contas Jequitinhonha MucuriParaguaçu Pardo São Mateus. Os seis rios não tem ligação uns com os outros e desembocam no mar. | Oceano Atlântico, em seis fozes diferentes ao longo da costa.                                                    | O rio Paraguaçu visto de longe, Bahia.                                                                                             |
| Região hidrográfica do Atlântico Sudeste            | Atlântico Sudeste            | ES, MG, RJ, SP e PR.          | 229 972 km² (2.7%)       | Bacias costeiras do Doce, Ribeira, Paraíba do Sul.                                  | Rios Principais: Doce Paraíba do Sul Ribeira de Iguape.Os três rios não tem ligação uns com os outros e desembocam no mar. | Oceano Atlântico, em três fozes diferentes ao longo da costa.                                                    | O rio Doce em Galiléia, Minas Gerais.                                                                                              |
| Região hidrográfica do Paraná                       | Paraná                       | MG, GO, MS, SP, PR, SC e DF.  | 879 860 km² (10.33%)     | Sub-bacia do rio Paraná em território brasileiro.                                   | Rio Principal: Paraná Afluentes Principais: Paranaíba, Tietê e Iguaçu. | Rio da Prata, após se unir com o Rio Uruguai (em território argentino e uruguaio)                                | Lago da usina hidrelétrica Engenheiro Sérgio Motta, no rio Paraná, entre os estados brasileiros de Mato Grosso do Sul e São Paulo. |
| Região hidrográfica do Paraguai                     | Paraguai                     | MT e MS.                      | 363 442 km² (4.27%)      | Sub-bacia do rio Paraguai em território brasileiro.                                 | Rio Principal: Paraguai Afluentes Principais: Miranda, Cuiabá e São Lourenço. | Rio Paraná, em território argentino.                                                                             | Ponte Eurico Gaspar Dutra sobre o rio Paraguai no distrito de Porto Esperança, em Corumbá, Mato Grosso do Sul.                     |
| Região hidrográfica do Uruguai                      | Uruguai                      | RS e SC.                      | 174 612 km² (2.05%)      | Sub-bacia do rio Uruguai em território brasileiro.                                  | Rio Principal: Uruguai Afluentes Principais: Ibicuí, Chapecó, Passo Fundo, do Peixe e da Várzea. | Rio da Prata (apesar do nome, é um estuário), após se unir com o Rio Paraná (em território argentino e uruguaio) | O rio Uruguai na divisa entre Santa Catarina e Rio Grande do Sul.                                                                  |
| Região hidrográfica do Atlântico Sul                | Atlântico Sul                | SP, PR, SC e RS.              | 185 856 km² (2.18%)      | Bacias do Lago Guaíba, Lagoa dos Patos, Itajaí.                                     | Rios Principais: Itajaí Jacuí. Os dois rios não tem ligação uns com os outros e desembocam no mar. | Oceano Atlantico (Itajaí) Delta do Jacuí (Jacuí)                                                                 | Pôr-do-sol no Rio Itajaí Açu em Itajaí.                                                                                            |